# Chelonanthus purpurascens
Chelonanthus purpurascens là một loài thực vật có hoa trong họ Long đởm. Loài này được (Aubl.) Struwe, S.Nilsson & V.A.Albert mô tả khoa học đầu tiên năm 1998.